# Elysia ornata
Elysia ornata · Elysie ornée, Limace ornée
Espèce
Elysia ornata, communément nommé Elysie ornée ou Limace ornée, est une espèce de mollusque sacoglosse de la famille des Placobranchidae.

## Distribution
La distribution de l'espèce est circumtropicale ; elle est présente dans la Mer des caraïbes ainsi que dans la zone Indo-Ouest Pacifique.

## Habitat
Son habitat est la zone récifale externe, sur les sommets ou sur les pentes jusqu'à la zone des 20 m de profondeur avec une prédilection pour les zones sablonneuses avec la présence d'herbiers.

## Description
Cette espèce peut mesurer plus de 5 cm. 
Le corps est allongé et partiellement recouvert dans le sens de la longueur par le repli des parapodes latéraux dont les bords sont ondulés. Ils peuvent vaguement donner l'impression que l'animal possède de petites ailes.
La couleur du corps varie d'un individu à l'autre et va du vert au blanc gris laiteux avec des points noirs et blancs. L'animal peut être soit entièrement d'une de ces teintes, soit un dégradé des deux.
L'extrême bord des parapodes est marqué en général par un trait noir avec parfois des marques orange ou jaunes.
La tête est réduite et distincte du reste du corps avec deux longs rhinophores lisses et enroulés dont la couleur est plus sombre que le reste du corps.

## Éthologie
Cette élysie est benthique et diurne, se déplace à vue sans crainte d'être prise pour une proie de par la présence de glandes défensives réparties dans les tissus du corps.

## Alimentation
Elysia ornata se nourrit principalement d'algues des genres Codium et Bryopsis.